# Woda błonkowata

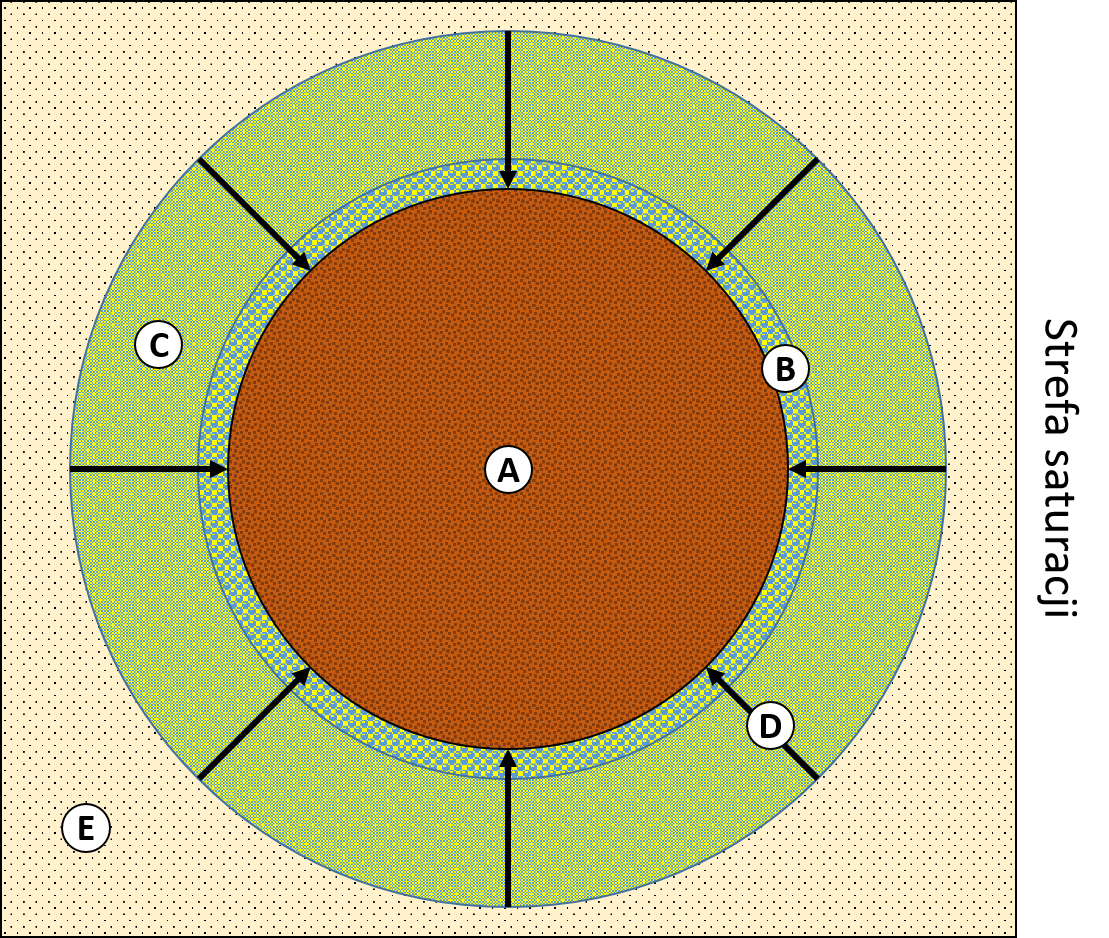
Schematyczne przedstawienie wód błonkowatej i higroskopowej.
A – ziarno skalne;
B – woda higroskopowa;
C – woda błonkowata;
D – kierunek działania siły adhezji;
E – powietrze glebowe z parą wodną.

Woda błonkowata, woda adhezyjna – rodzaj wód występujących w strefie aeracji. Powstaje kiedy osiągnięty zostanie maksymalny stan wilgotności higroskopowej (patrz: woda higroskopowa). Wówczas przerywany jest proces adsorpcji pary wodnej z powietrza glebowego, ale nadal trwa wiązanie cząsteczek wody kapilarnej i wolnej grawitacyjnej.
Woda ta, podobnie jak woda higroskopowa, gromadzi się wokół pojedynczych ziaren gruntu. Właściwości wody błonkowatej są bardzo podobne do właściwości wody higroskopowej – nie podlega grawitacji, nie wpływa na ciśnienie hydrostatyczne, zamarza w temperaturze niższej niż 0°C, nie jest dostępna dla roślin. 
Warstewka wody błonkowatej jest nazywana błonką i jej grubość nie przekracza 0,5 μm. Łączna ilość wody błonkowatej w skale nazywana jest wilgotnością molekularną i zwiększa się odwrotnie proporcjonalnie do średnicy ziaren.